# Branchipodopsis wolfi
Branchipodopsis wolfi är en kräftdjursart som beskrevs av Daday 1910. Branchipodopsis wolfi ingår i släktet Branchipodopsis och familjen Branchipodidae. Inga underarter finns listade.